# Mariene ecoregio Malediven
De Mariene ecoregio Malediven (105) (Engels: Maldives marine ecoregion) is een biogeografische regio en ligt in het noorden van de Indische Oceaan in de Mariene provincie Eilanden Centrale Indische Oceaan (22) in het Marien rijk Westelijke Indo-Pacific. De mariene ecoregio is vastgesteld door het World Wide Fund for Nature en The Nature Conservancy en is vernoemd naar de Malediven.
In het noorden grenst het gebied aan de mariene ecoregio Westelijk India (103), in het oosten aan de mariene ecoregio Zuidelijk India en Sri Lanka (104) en in het zuiden aan de mariene ecoregio Chagosarchipel (106).

## Geografie
De mariene ecoregio ligt in het noorden van de Indische Oceaan rond de eilandengroep de Malediven.
Door het gebied stromen de West-Indische kuststroom en de Indische moessonstroom.

## Biogeografie
Het gebied kent zeeleven dat houdt van tropische temperaturen.